# Bill Chadwick
Bill "The Big Whistle" Chadwick, ameriški hokejski sodnik, * 10. oktober 1915, New York, New York, ZDA, † 24. oktober 2009, Cutchogue, New York, ZDA. 

## Kariera
Rodil se je v New Yorku. Že zelo mlad je aktivno igral hokej na ledu, a je njegovo kariero prekinila poškodba očesa. Ko se je preizkušal za državno reprezentanco in dobesedno prvič postavil svoje drsalke na led, je nek strel zgrešil in ga zadel v oko. Od tedaj je bil slep na eno oko. Kljub temu je poskušal nadaljevati kariero, a ga je skorajšnja poškodba zdravega očesa prestrašila in ga prisilila v predčasno upokojitev. Kmalu zatem ga je poklical predsednik lige EAHL Tommy Lockhart in ga prosil, naj sodi tekmo tisti večer, saj je načrtovani sodnik zbolel. Dve leti kasneje je pri starosti 24 let Chadwick že sodil v ligi NHL, v kateri je sodil do 1955.
Chadwick je največji pečat igri pustil s tem, da je izumil ročne signale, s katerimi je želel pojasniti tudi navijačem, čemu je kdaj zapiskal. Njegovi signali so bili jasni in za navijače lahko razumljivi. Za držanje je uvedel signal držanja zapesti, za udarec s palico udarjanje po svoji nadlahti, za spotikanje nakazovanje rezanja noge z roko, itd. V svoji karieri ni nikomur povedal, da je na eno oko slep, in je pogosto s sarkazmom doživljal izpade igralcev, da je slep. Sodil je v vsaki končnici lige NHL od 1939 do 1955 in do upokojitve postal vodilni sodnik s preko 1.000 tekmami, na katerih je sodil.
14 sezon je prebil kot hokejski analitik tako za radio kot za televizijo za NHL moštvo New York Rangers. Od 1967 do 1972 je delal na radiu z Marvom Albertom, leta 1972 se je preselil v televizijske vode, saj je komentiral prenose tekem za televizijske hiše WOR-TV, Channel 9 in MSG Network. Njegov partner v letih 1972 in 1973 je bil Sal Marchiano, od 1973 do 1981 pa je deloval v paru z Jimom Gordonom. 
Chadwick je bil splošno sprejet kot eden najboljših hokejskih sodnikov svojega časa, kar je presenetljivo, saj je bil slep na eno oko. Kot komentator Rangersev je bil znan po tem, da je pogosto moledoval, da bi branilec Rangersev Barry Beck večkrat sprožil svoj udarni strel, z besedami: "Udari plošček, Barry!" Od hokeja se je popolnoma upokojil leta 1987.
Leta 1964 je bil sprejet v Hokejski hram slavnih lige NHL. Sprejet je bil tudi v Ameriški hokejski hram slavnih. 